# The Man Who Won
The Man Who Won is een Amerikaanse western uit 1923 onder regie van William A. Wellman.

## Verhaal
Wild Bill tracht zijn vriend Scipio te helpen diens vrouw Jessie terug te krijgen uit de handen van Lord James, een vogelvrij verklaarde bandiet. Wild Bill laat bij die reddingspoging zelf het leven.

## Rolverdeling
| Acteur             | Personage   |
| ------------------ | ----------- |
| Dustin Farnum      | Wild Bill   |
| Jacqueline Gadsden | Jessie      |
| Lloyd Whitlock     | Lord James  |
| Ralph Cloninger    | Scipio      |
| Mary Warren        | Birdie      |
| Gilbert Holmes     | Toby Jenks  |
| Harvey Clark       | Sunny Oaks  |
| Lon Poff           | Sandy Joyce |
| Ken Maynard        | Conroy      |
| Muriel McCormac    | Tweeling    |
| Mickey McBan       | Tweeling    |
| Bob Marks          | Dronkenman  |